# الأجنبي (فلم)
فيلم الأجنبي (بالإنجليزية: The Foreigner) هو فيلم حركة وغموض صيني للمخرج مارتن كامبل. الفيلم من بطولة جاكي شان، بيرس بروسنان، أورلا برادي وديرموت كراولي تم عرضه لأول مرة بتاريخ 30 أيلول 2017 في الصين و13 أكتوبر 2017 في الولايات المتحدة الأمريكية. الفيلم من إخراج مارتن كامبل وتأليف ستيفن ليثر (اقتباسًا عن روايته التي تحمل نفس الاسم). حقق الفيلم ارباح بلغت 34.4 مليون دولار في الولايات المتحدة وكندا، و 111 مليون دولار في دول أخرى ليصبح المجموع العالمي 145.4 مليون دولار، مقابل ميزانية إنتاج قدرها 35 مليون دولار.

## القصة
كوان (جاكي شان) رجل أعمال متواضع في لندن، يثور ماضيه الدفين الذي كان قد وأده خلفه، عندما تُقتل ابنته من قِبَل جماعة إرهابية ذات دوافع سياسيّة، وبينما يستقصي كوان هوية الإرهابيين يتورط في لعبة قط وفأر مع مسئول الحكومة البريطانية.

## بطولة
- جاكي شان (كوان)
- بيرس بروسنان (ليام هينيسي)
- مايكل ماكلهاتون
- ليو تاو (كي لان)
- لاسكو آتكنز (ساوندمان)
- ديرموت كراولي (مكجراث)
- كاتي ليونغ (فان)
- تشارلي ميرفي (ماجي)
- أورلا برادي (ماري)
- مانولو كاردونا (بيدرو لوبيز)
- سيمون كونز (ماثيو رايس)
- بيبا بينيت-وارنر (ماريسا ليفيت)
- روبرتا تايلور (سيدة تايلور)
- روفوس جونز (وودي)

## طاقم العمل
طاقم عمل الفيلم:
- ستيفن ليثر (اقتباسًا عن روايته)
- ديفيد ماركوني (مؤلف)
- مارتن كامبل (مخرج)
- ديفيد تاترسال (مدير تصوير)
- آنجيلا إم. كاتانزارو (مونتير)
- كلير كابشاك (منتج)
- د. سكوت لَمبكِن (منتج)
- جامي مارشال (منتج)
- واين مارك غودفري (منتج)
- آرثر م. سركيسيان (منتج)
- ألكس بوفايارد (مصمم أزياء)
- كليف مارتينيز (موسيقى تصويرية)
- توم وافينج (مخرج فني)
- اليزابيث بولر (مخرج فني)
- نيك دنت (مخرج فني)
- اليكس كاميرون (مصمم إنتاج)
- ريبيكا ميلتون (مخرج فني)
- ديبي مكويليامز (ريجسير)

## الإنتاج
On 5 June 2015 it was announced that جاكي شان would star in the action thriller film The Foreigner, for إس تي إكس إنترتينمنت، and based on Stephen Leather's novel The Chinaman. نيك كاسافيتس initially signed to direct the film, which was adapted from Leather's novel by David Marconi, while Wayne Marc Godfrey was one of the producers. The film is partially set in Walworth, London. On 15 July 2015, ددلاين هوليوود reported that مارتن كامبل was instead in talks to direct the film, while ريلاتيفتي ميديا would finance. Campbell was paid $2 million for the film. بيرس بروسنان joined the cast alongside Chan in November. Brosnan previously starred in the 1995 film العين الذهبية directed by Campbell. Co-stars ليو تاو and Chan attended the Shanghai Film Festival on 11 June 2016 to promote the film.
Principal photography commenced in January 2016. The filming in London of a scene involving the explosion of a bus on Lambeth Bridge caused some alarm, as people were not aware that it was a stunt. Scenes were shot at the Walters & Cohen designed Regent High School in Camden and on Churton Street in Pimlico on 18 February 2016.[بحاجة لمصدر]
 كليف مارتينيز composed the score.

## الإصدار
تقوم مؤسسة فيز بانتاج وتوزيع الفيلم بالتعاون مع سباركل رول ميديا وهواي برذرز في الصين وجميع أنحاء العالم بينما ستقوم شركة ستكس فيلمز بتوزيعها في جميع أنحاء الولايات المتحدة.

## وصلات خارجية
- مقالات تستعمل روابط فنية بلا صلة مع ويكي بيانات
- فيلم الأجنبي على أول موفي
- فيلم الأجنبي على قاعدة بيانات الأفلام العربية
- فيلم الأجنبي على قاعدة بيانات الأفلام على الإنترنت
- فيلم الأجنبي على روتن توميتوز